# Gədikqışlaq
Gədikqışlaq è un comune dell'Azerbaigian situato nel distretto di Quba. Conta una popolazione di 627 abitanti.